# Scandinavian Airlines
A Scandinavian Airlines System (SAS) (IATA: SK, ICAO: SAS, Hívójel: SCANDINAVIAN) egy nemzetközi légitársaság Dániában és Svédországban, valamint a SAS Braathens révén Norvégiában; a skandináv országok nemzeti légitársasága. Központja Stockholmban található; tulajdonosa a SAS AB. A Star Alliance légiszövetség alapító tagja. Három bázisrepülőtere a Stockholm-Arlanda repülőtér, a Koppenhágai repülőtér és az Oslo–Gardermoeni repülőtér. 2017-ben a csoport 28,6 millió utast szállított és 40 milliárd svéd koronányi bevételt könyvelt el.

## Története
1946-ban három légitársaság, a Det Danske Luftfartselskab, a Det Norske Luftfartselskap és a Svensk Interkontinental Luftrafik összefogott, hogy közösen üzemeljék interkontinentális járataikat Scandinavian Airlines System név alatt. Két évvel később egyezményüket Európa államaira is kiterjesztették. Egy évre rá, 1951-ben, a három társaság egyesült és így létrejött az SAS. 1954-ben az SAS Koppenhága-Los Angeles útvonala lett az első járat, amely Európát és Észak-Amerikát az északi sarkvidék felett kötötte össze. 1959-ben szolgálatba állt első sugárhajtású repülőgépük, a Sud Aviation Caravelle-je, tizenhárom évvel később pedig megérkezett a SAS-hoz történetének legnagyobb repülőgépe, a Boeing 747-es. Idővel a SAS bekebelezte a kisebb skandináv légitársaságokat, így megszilárdította helyét a piacon.
1997-ben a SAS, az Air Canada, a Lufthansa, a Thai Airways International és a United Airlines megalapították a nemzetközi Star Alliance légiszövetséget, amely azóta a legnagyobb ilyen tömörüléssé nőtte ki magát.

## Balesetek
A Scandinavian Airlines 751-es járatának balesete: 1991. december 27.-én a légitársaság egyik McDonnell Douglas MD-81 típusú gépének pilótái a stockholm-i felszállást követően hajtómű hibát észleltek. Pár perccel később mindkét hajtómű leállt és a gép Stockholm-tól 15 km-re egy erdő tisztásán lezuhant és 3 részre szakadt. A gépen 123 utas és 6 fős személyzet utazott. A balesetben senki se vesztette életét. Az utólagos vizsgálatok alapján megállapították, hogy a felszállást megelőző éjjelen történő havazás, ónos eső és eső hatására a szárnyakra vastag jégréteg rakódott. A jégtelenítés során a munkások nem vették észre a tükörsima jégréteget. Felszállás után a szárnyakról lerepülő jégdarabok a hajtóműbe kerültek és tönkretették.

## Galéria

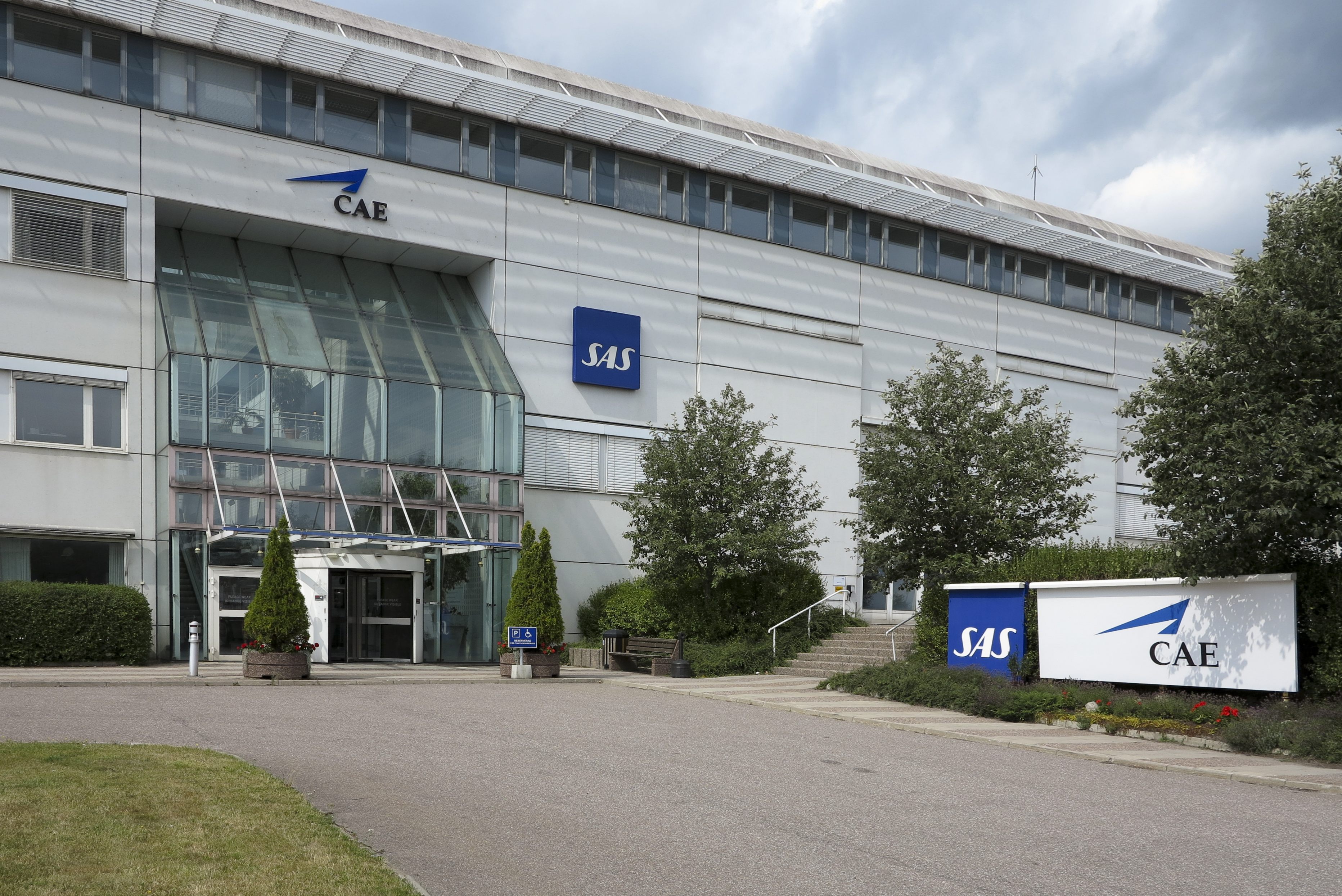
Scandinavian Airlines képviselete
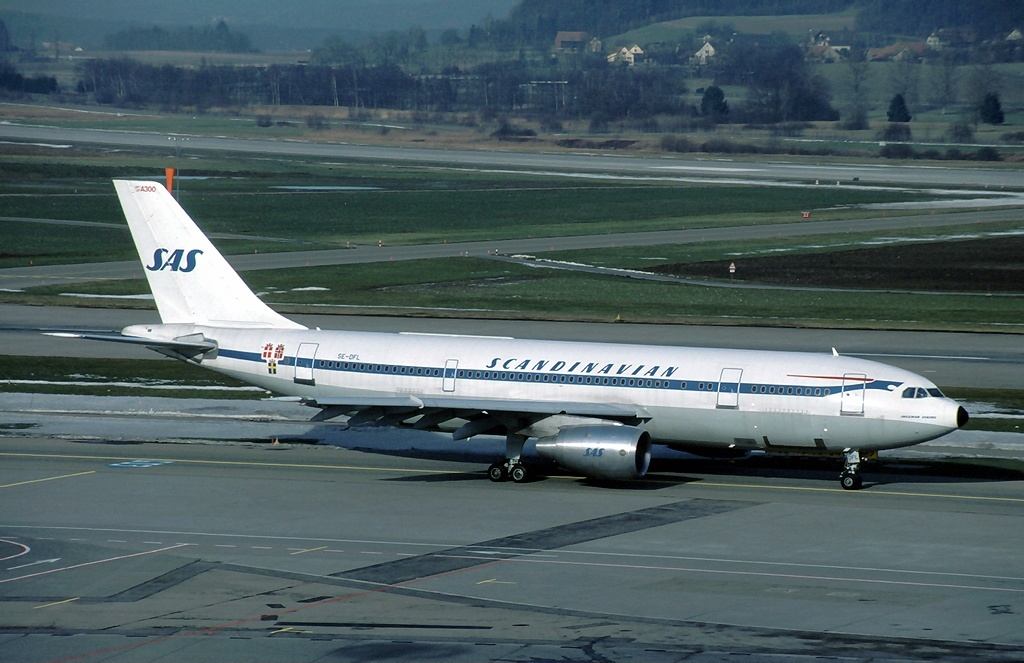
Egy Airbus A300-as az SAS színeiben a zürichi repülőtéren. 1982. január.
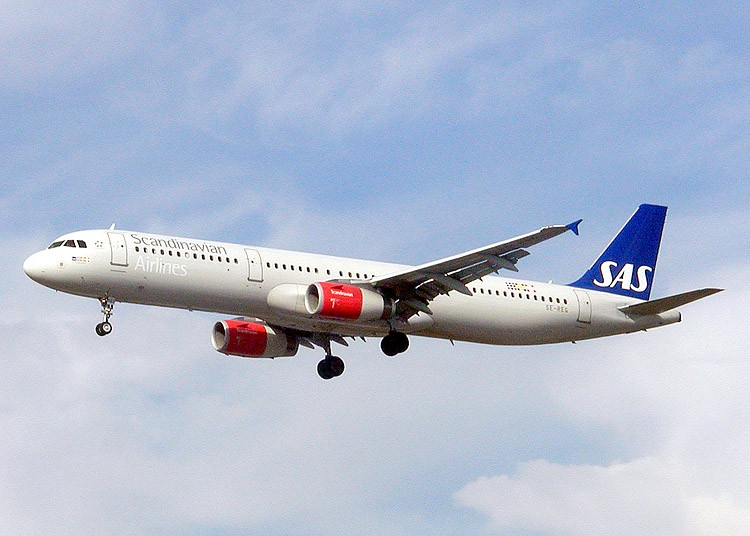
SAS Airbus A321-200